# Gerd Völl
Gerd Völl (Eupen, 19 maart 1971) is een Belgisch politicus voor de CSP.

## Levensloop
Völl werd beroepshalve verpleger. Ook was hij van 1995 tot 1996 adviseur op het kabinet van minister in de Duitstalige Gemeenschapsregering Karl-Heinz Lambertz.
Aanvankelijk was hij politiek actief voor de SP, waarvoor hij van 1998 tot 2000 gemeenteraadslid van Eupen was. Nadat Völl lid geworden was van de CSP, was hij van 2012 tot 2018 opnieuw gemeenteraadslid van Eupen.
In december 2018 werd hij lid van het Parlement van de Duitstalige Gemeenschap ter opvolging van Herbert Grommes, die burgemeester van Sankt Vith werd. Hij bleef dit tot in mei 2019, toen hij niet werd herkozen.